# 미카사촌 (시즈오카현)
미카사촌(일본어: 三笠村)은 일본 시즈오카현의 서부, 오가사군에 속해있던 촌이다. 현재의 가케가와시에 해당한다.

## 역사
- 1954년 10월 1일 - 사이고촌, 구라미촌이 합병해 성립하였다.
- 1960년 10월 1일 - 가케가와시에 편입해, 동일 미카사촌은 폐지되었다

## 참고문헌
- 角川日本地名大辞典 22 静岡県